# Limotettix
Limotettix is een halfvleugelig insectengeslacht uit de familie dwergcicaden (Cicadellidae). De wetenschappelijke naam van het geslacht is voor het eerst geldig gepubliceerd in 1871 door Sahlberg.

## Soorten
De volgende soorten zijn bij het geslacht ingedeeld:
- Limotettix adipatus Emeljanov 1966 c g
- Limotettix ainoicus Matsumura 1902 c g
- Limotettix angustatus Osborn 1915 c g
- Limotettix anthracinus Van Duzee, 1894 c g b
- Limotettix arctostaphyli (Ball, 1899) c g b
- Limotettix atricapilla Boheman 1845 c g
- Limotettix aviger Emeljanov, 1966 g
- Limotettix awae Myers 1924 c g
- Limotettix balli Medler 1958 c g
- Limotettix beameri Medler 1958 c g
- Limotettix bisoni Knull 1952 c g
- Limotettix brooksi Hamilton 1994 c g
- Limotettix bullata Ball 1902 c g
- Limotettix cacheola Ball 1928 c g
- Limotettix chadchalicus Dlabola 1967 c g
- Limotettix comptoniana Ball 1928 c g
- Limotettix conservatus Hamilton 1994 c g
- Limotettix cuneatus Sanders & DeLong 1920 c g
- Limotettix danmai Kuoh 1981 c g
- Limotettix dasidus Medler 1955 c g
- Limotettix divaricatus Sanders & DeLong 1923 c g
- Limotettix elegans Hamilton 1994 c g
- Limotettix emeljanovi Hamilton 1994 c g
- Limotettix falco Tishechkin , 2019[3]
- Limotettix ferganensis Dubovsky, 1966 c g b
- Limotettix finitimus Van Duzee 1925 c g
- Limotettix flavopicta Ishihara 1953 c g
- Limotettix frigidus Ball 1899 c g
- Limotettix glomerosa Ball 1910 c g
- Limotettix harrisi Knight 1975 c g
- Limotettix humidus Osborn 1915 c g
- Limotettix identicus Tishechkin 2003 c g
- Limotettix incerta Evans 1966 c g
- Limotettix instabilis Van Duzee 1893 c g
- Limotettix kryptus (Medler, 1955) c g b
- Limotettix kuwayamai Ishihara 1966 c g
- Limotettix luteola Sleesman 1929 c g
- Limotettix medleri Hamilton 1994 c g
- Limotettix melastigmus Medler 1955 c g
- Limotettix minuendus Hamilton 1994 c g
- Limotettix myralis Medler 1958 c g
- Limotettix nigrax Medler, 1943 c g b
- Limotettix nigristriatus Hamilton 1994 c g
- Limotettix obesura Hamilton, 1994 c g b
- Limotettix ochrifrons Vilbaste 1973 c g
- Limotettix omani Medler 1955 c g
- Limotettix onukii Matsumura 1902 c g
- Limotettix osborni Ball, 1928 c g b
- Limotettix pallidus Knight 1975 c g
- Limotettix parallelus (Van Duzee, 1891) c g b
- Limotettix plutonius (Uhler, 1877) c g b
- Limotettix pseudosphagneticus Hamilton 1994 c g
- Limotettix pseudostriola Vilbaste 1965 c g
- Limotettix pullatus Evans 1941 c g
- Limotettix salinus Emeljanov 1966 c g
- Limotettix schedia Hamilton c g
- Limotettix scudderi Hamilton 1994 c g
- Limotettix shasta Ball 1916 c g
- Limotettix sphagneticus Emeljanov, 1964 g
- Limotettix strictus Hamilton 1994 c g
- Limotettix striola Fallén 1806 c g
- Limotettix symphoricarpae Ball 1901 c g
- Limotettix tachyporias Kirkaldy 1907 c g
- Limotettix taramus Medler 1958 c g
- Limotettix transversa Fallén 1826 c
- Limotettix transversus (Fallén, 1826)[4]
  - = Scleroracus fasciatus Kuoh, 1985[5]
- Limotettix truncatus Sleesman 1929 c g
- Limotettix tuvensis Vilbaste 1980 c g
- Limotettix typhae Vilbaste 1968 c g
- Limotettix uhleri Ball 1911 c g
- Limotettix uneolus Ball 1929 c g
- Limotettix urnura Hamilton 1994 c g
- Limotettix vaccinii Van Duzee 1890 c g
- Limotettix varus Ball, 1901 c g b
- Limotettix vilbasticus Dlabola 1967 c g
- Limotettix xanthus Hamilton 1994 c g
- Limotettix zacki Hamilton 1994 c g